# 頂三結
頂三結，是臺灣宜蘭縣五結鄉的一個地名，位於該鄉中部偏西北。相較於今日行政區，其範圍大致為三興村東南半部。

## 歷史
台灣清治末期，頂三結地區為一街庄，稱為「頂三結庄」，隸屬於二結堡。該庄東與下三結庄為鄰，南與下五結庄、四結庄為鄰，西邊及北邊為二結庄。
1901年（日明治三十四年）11月，該庄隸屬於宜蘭廳，編入第十五區。1905年（明治三十八年）7月，該區改名為「二結區」。1920年（大正九年），該庄改制為「頂三結」大字，隸屬於臺北州羅東郡五結庄。
戰後五結庄改制為五結鄉，隸屬於臺北縣，大字亦改制為村。1950年10月，北、基、宜分治，五結鄉改隸屬於宜蘭縣。

## 聚落
本地區發展較早的聚落為頂三結，在日治期初期的官方地圖上已有記載。

## 交通
台鐵宜蘭線是台灣東北部鐵路幹線，大致以北北西—南南東走向轉縱向經過頂三結地區西部邊界外不遠處。北側最近的車站是二結車站，屬三等站；南側最近的是中里車站，屬招呼站，均只停靠區間車。由此等可前往台鐵沿線各站。
鄉道宜25線（五結中路三段）是二結至冬山的道路，大致以西向東轉西北西—東南東走向經過本地區北部。由該道路向西轉西北西可前往二結中部偏西南並止於省道台9線路口，向東南東轉南可前往下三結西南部、下五結東部、頂五結東部（五結市區）、大埔西部、鐤橄社、打那岸東部、月眉東部、武淵、武罕與三堵邊界地帶、珍珠里簡、冬山市區並止於鄉道宜30線路口。
鄉道宜29線（三結東路）是三結至中福的道路，大致以縱向經過本地區東部。由該道路向北可前往下三結西部並止於鄉道宜22線路口，向南可前往四結最東端、下五結中西部、頂五結中西部並止於縣道196號路口。
鄉道宜31線（三結西路）是溪底城至興盛的道路，大致以縱向經過本地區中部偏西地帶。由該道路向北可前往二結東部並止於鄉道宜22線路口，向南可前往四結東部、下五結西部、頂五結西部並止於縣道196號路口。